# تشارلز روبرت شيرمان
تشارلز روبرت شيرمان (بالإنجليزية: Charles Robert Sherman) هو قاضي ومحامي أمريكي، ولد في 26 سبتمبر 1788 في نوروولك في الولايات المتحدة، وتوفي في 24 يونيو 1829 في لبنان في الولايات المتحدة.